# Centralmuseum

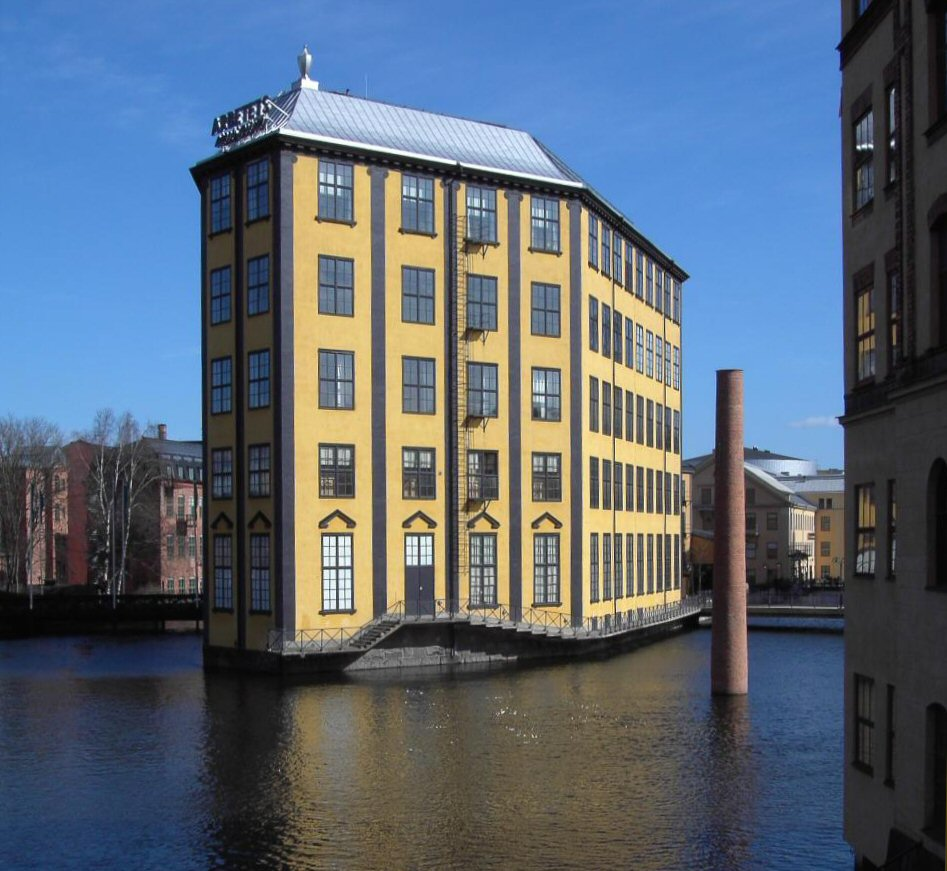
Arbetets museum

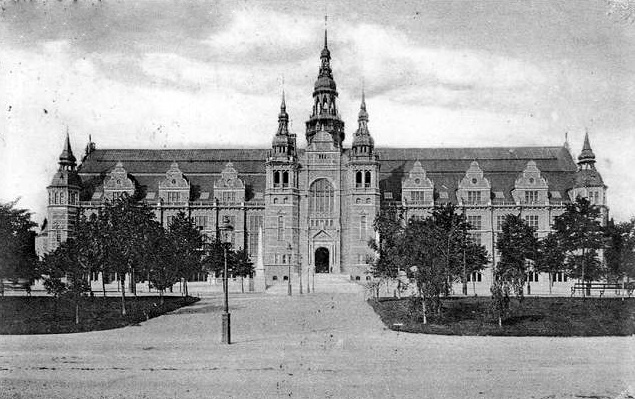
Nordiska museet, omkring 1910

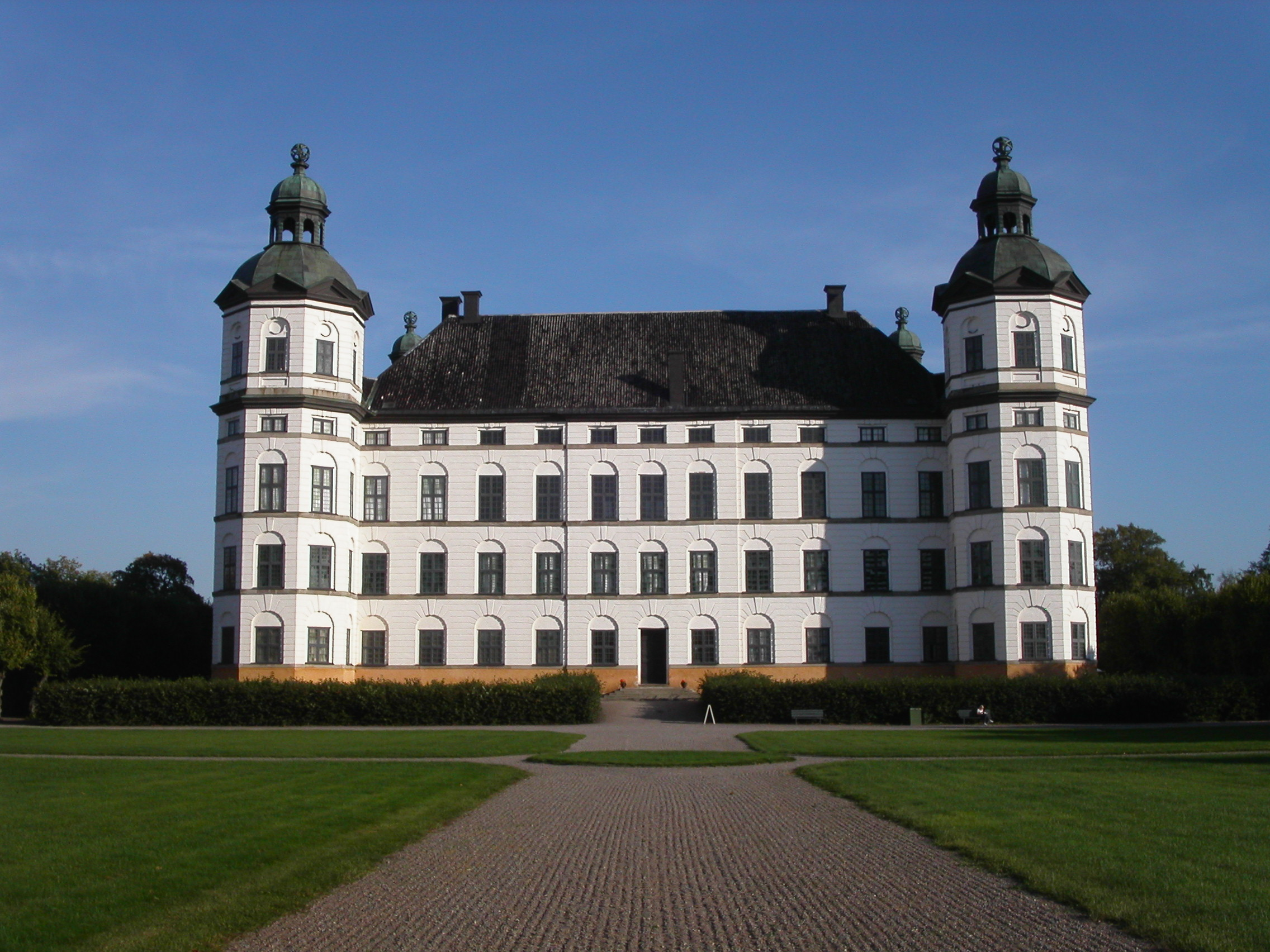
Skoklosters slott

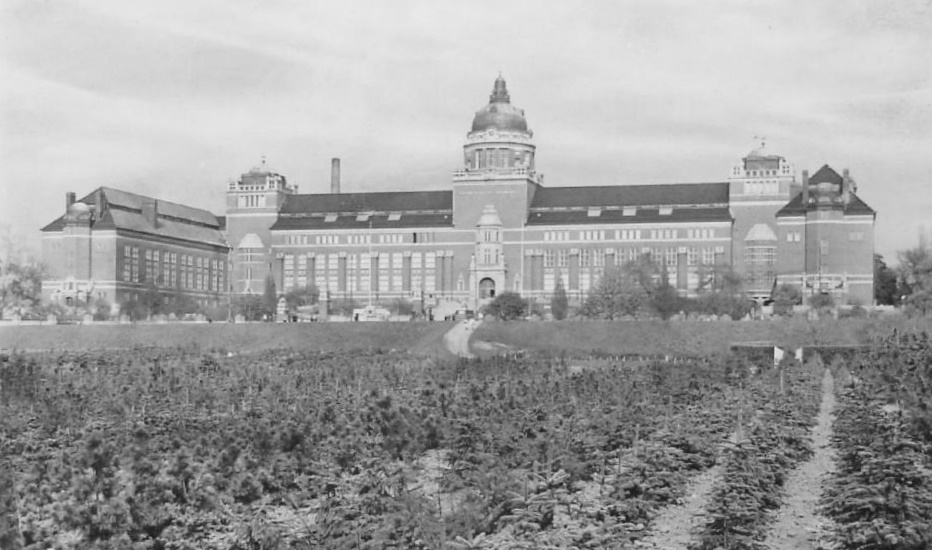
Naturhistoriska riksmuseet omkring 1930

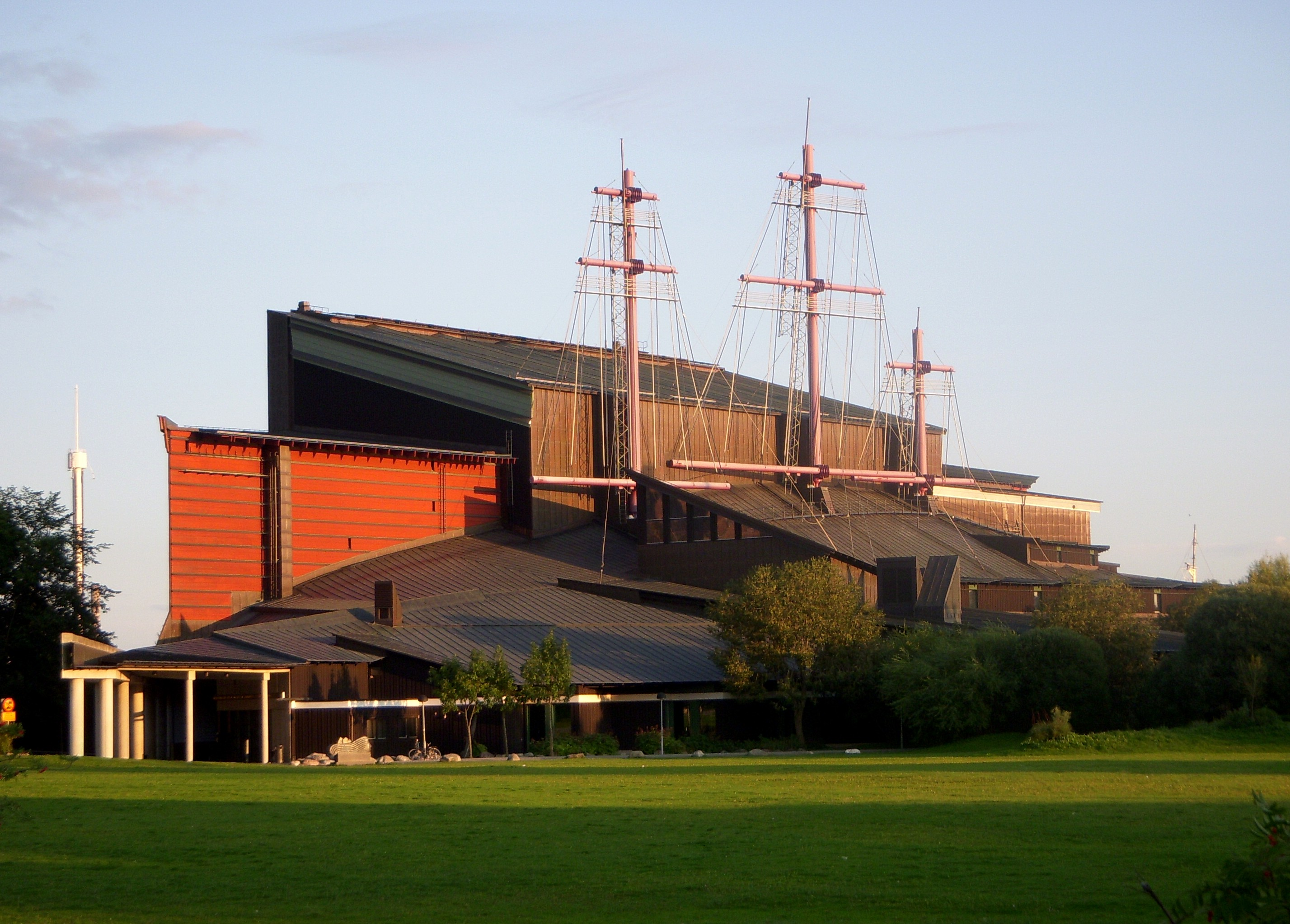
Vasamuseet

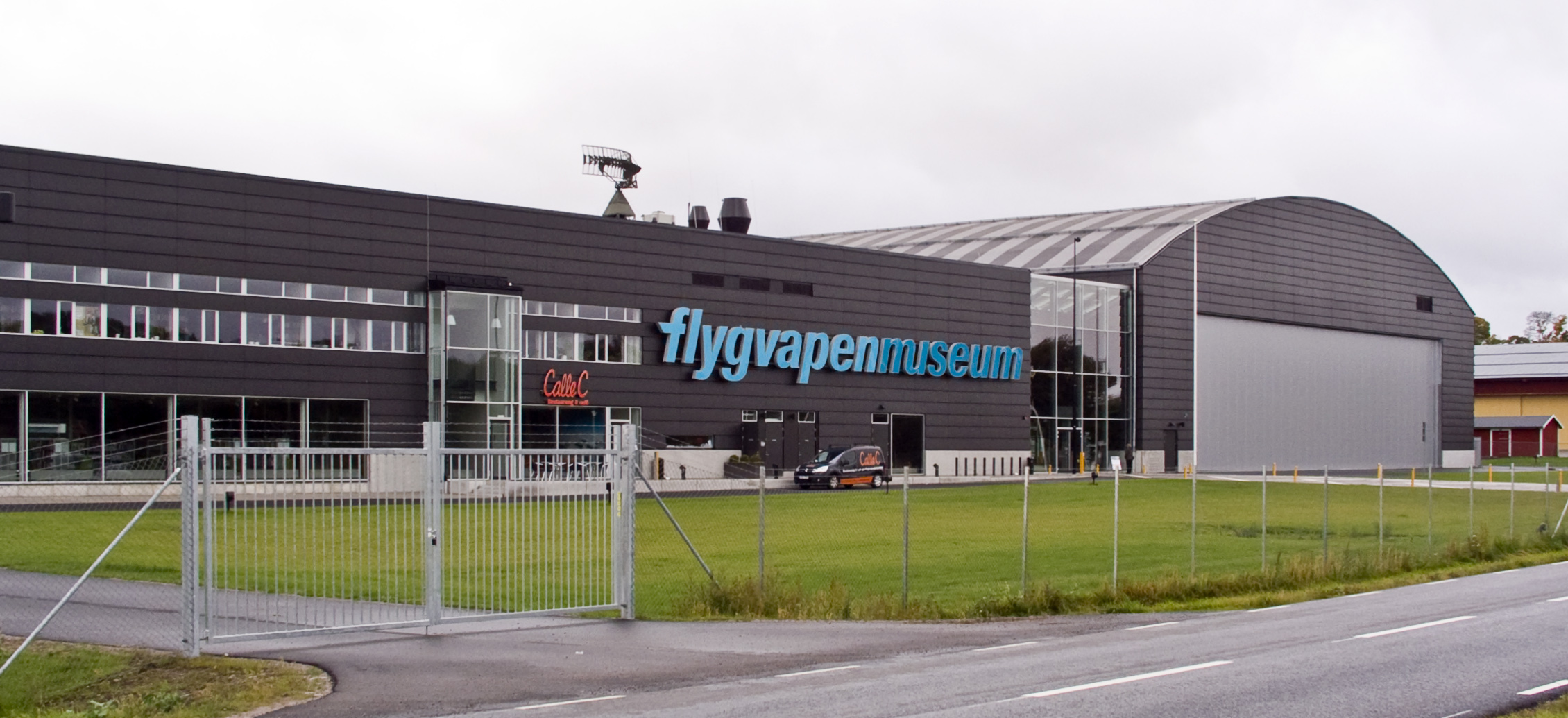
Flygvapenmuseum

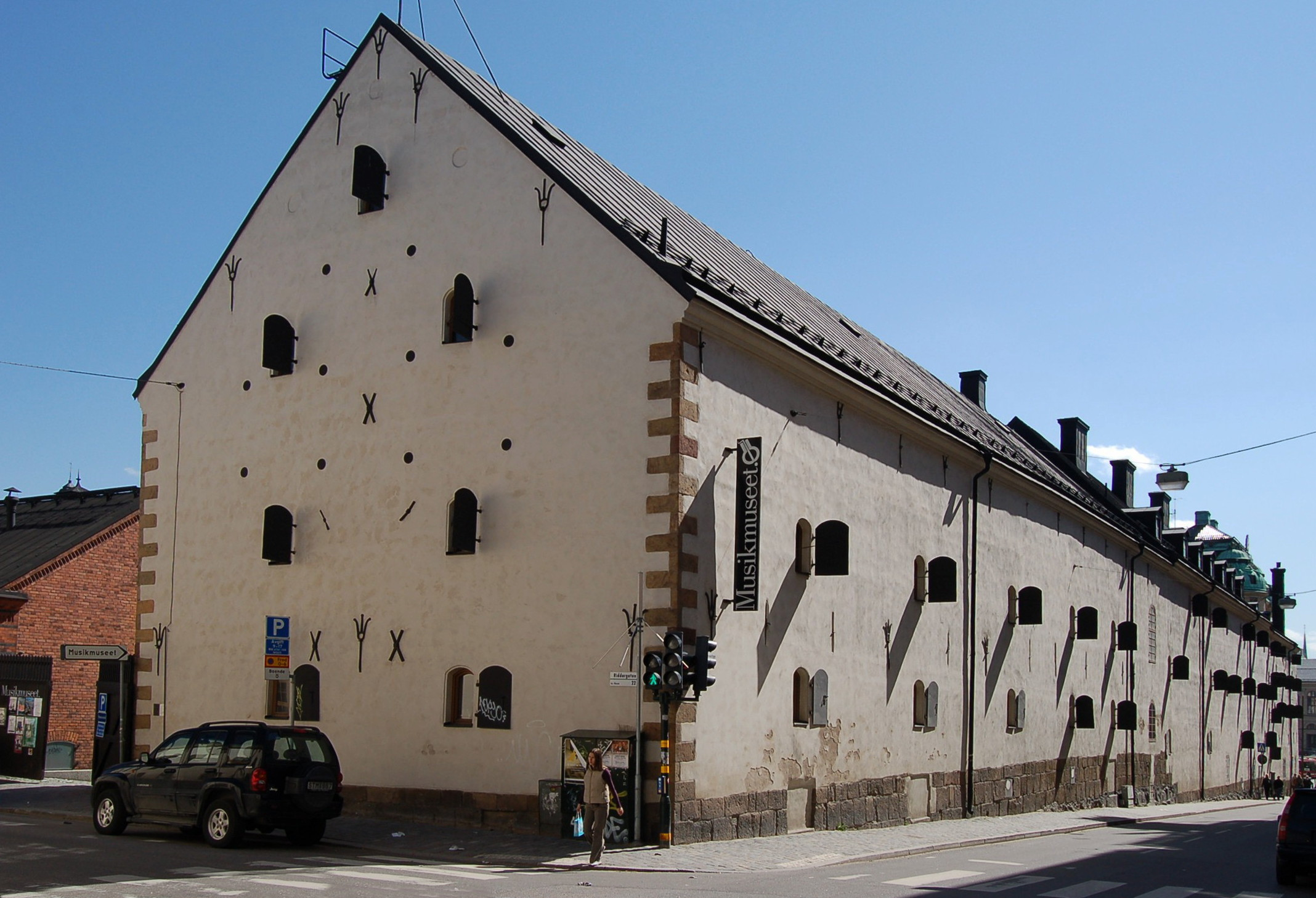
Scenkonstmuseet

Centralmuseum är ett begrepp som används i Sverige för tretton museiorganisationer, varav nio är statliga myndigheter och fyra är stiftelser med statliga bidrag.

## Historik
Mellan 1986 och 2009 fanns i Sverige fem ansvarsmuseer (fyra museimyndigheter och en stiftelse), vilka hade ett särskilt statligt uppdrag för samordning och samverkan inom sitt respektive ämnesområde. På basis av betänkandet Kraftsamling! - museisamverkan ger resultat, SOU 2009:15, avskaffades ansvarsmuseifunktionen genom att sådant uppdrag togs bort ur dessa museers instruktioner. Regeringen har i stället beordrat respektive föreslagit ett antal museiorganisationer att som "centralmuseer" påta sig ett särskilt nationellt ansvar inom respektive område samt att tillsammans påta sig vissa för landet gemensamma museiangelägenheter.
Sedan 1 januari 2018 ingår Livrustkammaren, Hallwylska museet och Skoklosters slott i myndigheten Statens historiska museer. Tidigare utgjorde de en egen förvaltningsmyndighet: Livrustkammaren och Skoklosters slott med Stiftelsen Hallwylska museet.
Sedan 1 januari 2018 ingår Järnvägsmuseet i Gävle i myndigheten Statens maritima och transporthistoriska museer. Samtidigt bytte museet namn till Järnvägsmuseet.

## Statliga myndigheter
- Arkitektur- och designcentrum (fd Arkitekturmuseet) i Stockholm
- Moderna museet i Stockholm
- Nationalmuseum med Prins Eugens Waldemarsudde
  - Nationalmuseum i Stockholm
  - Prins Eugens Waldemarsudde i Stockholm
- Naturhistoriska riksmuseet i Stockholm
- Statens försvarshistoriska museer
  - Armémuseum i Stockholm
  - Flygvapenmuseum i Malmslätt
- Statens historiska museer
  - Hallwylska museet i Stockholm
  - Historiska museet i Stockholm
  - Kungl. myntkabinettet - Sveriges ekonomiska museum i Stockholm
  - Livrustkammaren i Stockholm
  - Skoklosters slott i Håbo kommun
  - Tumba bruksmuseum i Tumba
- Statens maritima och transporthistoriska museer
  - Järnvägsmuseet i Gävle
  - Marinmuseum i Karlskrona
  - Sjöhistoriska museet i Stockholm
  - Vasamuseet i Stockholm
  - Vrak – Museum of Wrecks i Stockholm
- Statens museer för världskultur
  - Etnografiska museet i Stockholm
  - Medelhavsmuseet i Stockholm
  - Östasiatiska museet i Stockholm
  - Världskulturmuseet  i Göteborg
- Statens musikverk
  - Scenkonstmuseet i Stockholm

## Stiftelser
- Stiftelsen Arbetets museum i Norrköping
- Stiftelsen Nordiska museet i Stockholm
- Stiftelsen Skansen i Stockholm
- Stiftelsen Tekniska museet i Stockholm

## Centralmuseernas samarbetsråd
Centralmuseernas samarbetsråd är ett nätverk för cheferna för centralmuseerna. Inom detta driver institutionerna vissa samverkansfrågor. Rådet har inte någon av regeringen reglerad ställning.
Regeringen gav 2010 ett gemensamt uppdrag till centralmuseerna att se över och stärka sitt samarbete. En rapport om detta lämnades i mars 2011, i vilken det bland annat anges att centralmuseerna avser att utveckla sitt museichefsnätverk: Centralmuseernas samarbetsråd. Samarbetsrådet har en kringflyttande sekretariatsfunktion, vilken normalt är knuten till den institution från vilken rådets ordförande kommer.